# Амитхаша (сельское поселение)

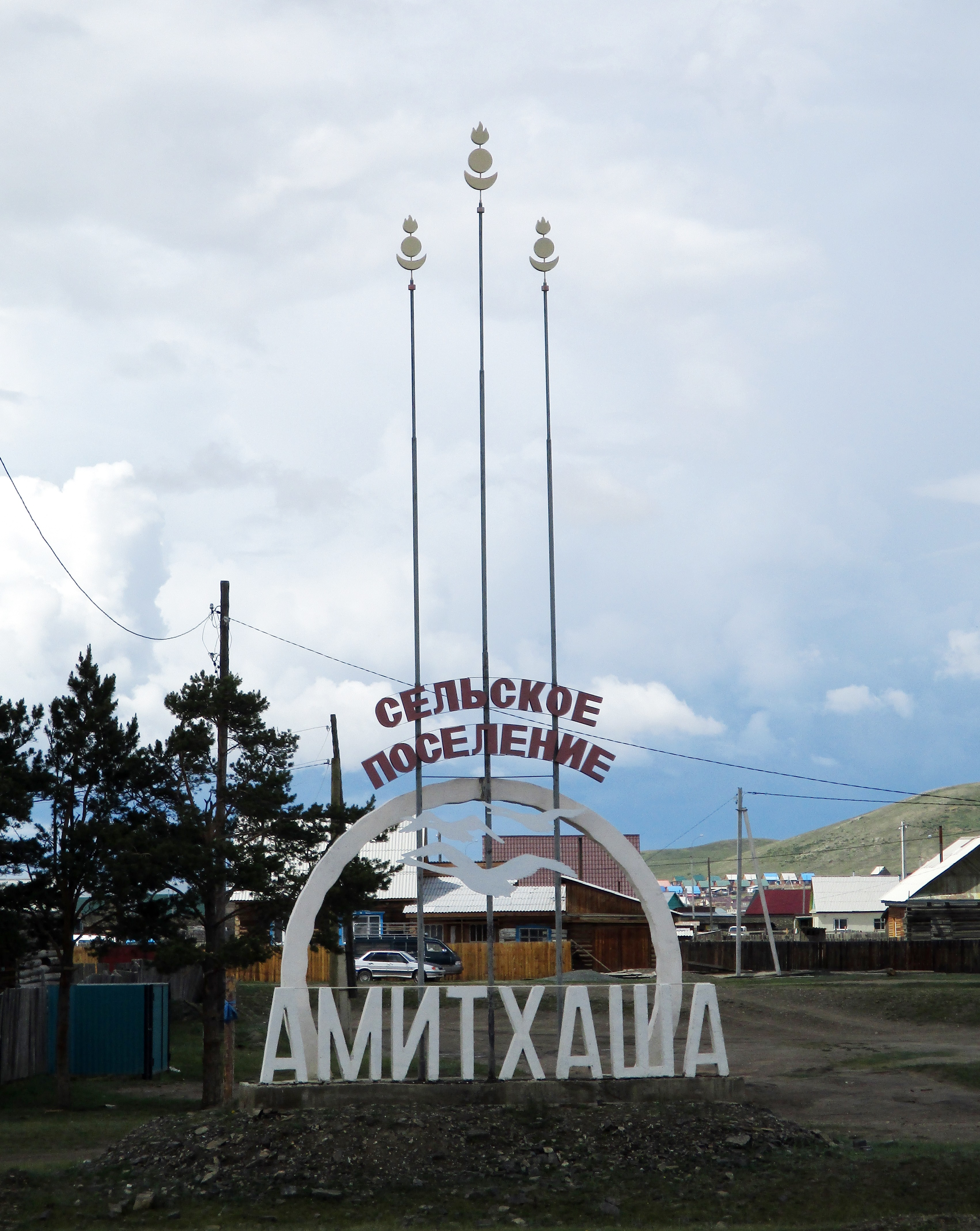
Знак на въезде

Се́льское поселе́ние «Амитха́ша» (бур. Амидхаашын hомон) — муниципальное образование в Агинском районе Агинского Бурятский округа Забайкальского края России.
Административный центр — село Амитхаша.

## География
Территория поселения представляет собой равнины и плоскогорья.

## История
Статус и границы сельского поселения установлены Законом Читинской области от 19 мая 2004 года «Об установлении границ, наименований вновь образованных муниципальных образований и наделении их статусом сельского, городского поселения в Читинской области»
Законом Забайкальского края от 25 декабря 2013 года № 922-ЗЗК «О преобразовании и создании некоторых населенных пунктов Забайкальского края» преобразованы следующие населенные пункты:

## Население
| 2010  | 2011  | 2012  | 2013  | 2014  | 2015  | 2016  |
| ----- | ----- | ----- | ----- | ----- | ----- | ----- |
| 2661  | ↘2650 | ↗2699 | ↗2755 | ↗2789 | ↗2912 | ↗2949 |
| 2017  | 2018  | 2019  | 2020  | 2021  |       |       |
| ↗2979 | ↗3006 | ↗3023 | ↘3016 | ↗3352 |       |       |

## Состав сельского поселения
| № | Населённый пункт   | Тип населённого пункта       | Население |
| - | ------------------ | ---------------------------- | --------- |
| 1 | Амитхаша           | село, административный центр | ↗3074     |
| 2 | Восточная Амитхаша | село                         |           |

## Местное самоуправление
- Глава администрации сельского поселения — Базаров Тимур Батоевич
- Председатель Совета поселения — Санжимитупов Батор Содномович

## Экономика и инфраструктура
- При администрации сельского поселения созданы МУП ЖКХ

## Социальная сфера
- Средняя общеобразовательная школа, начальная школа, два муниципальных, один коммерческий и один семейный детский сад, сельская врачебная амбулатория.